# Marc Trestman
Marc Marlyn Trestman (Minneapolis, 15 gennaio 1956) è un allenatore di football americano statunitense di origini canadesi.

## Carriera
Trestman iniziò ad allenare nel 1981 come allenatore dei quarterback dell'Università di Miami. Dopo anni di varie esperienze come allenatore dei quarterback e coordinatore offensivo di diverse squadre NFL, in particolar modo quella con gli Oakland Raiders in cui allenò l'MVP della NFL Rich Gannon, Marc si spostò nella Canadian Football League dove, come capo-allenatore dei Montreal Alouettes vinse due Grey Cup (2008 e 2009) e fu votato miglior coach dell'anno nel 2009. Rimase in Canada fino alla stagione 2012, dopo di che gli fu affidato il ruolo di capo-allenatore dei Chicago Bears dopo il licenziamento di Lovie Smith. La sua avventura iniziò con una vittoria per 24-21 sui Cincinnati Bengals, divenendo il quarto allenatore della storia della squadra a vincere la sua partita di debutto dopo George Halas (1920), Neill Armstrong (1978) e Dick Jauron (1999). Nella sua prima stagione, Trestman guidò uno dei migliori attacchi della storia della franchigia, concludendo col secondo miglior attacco della lega con 445 punti e stabilendo i record della squadra per yard totali (6.109), yard passate (4.450), touchown passati (32) e primi down guadagnati (344). La difesa invece dal canto suo, fu una delle peggiori della storia di Chicago, con i massimi storici per yard concesse (6.313), yard su corsa concesse (2,583) e punti subiti, mentre la difesa sulle corse fu la peggiore della lega. Ancora in corsa per un posto nei playoff nell'ultima gara dell'anno in una debole NFC North, Chicago fu battuta dai Green Bay Packers e terminò con un record di 8-8. L'anno successivo concluse con un bilancio di 5-11, venendo licenziato il 29 dicembre, il giorno dopo la fine della stagione regolare.
Il 20 gennaio 2015 Marc Trestman fu assunto come coordinatore offensivo dei Baltimore Ravens.

## Palmarès
- Grey Cup: 3

Montréal Alouettes: 2009, 2010
Toronto Argonauts: 2017